# Piper atropremnon
Piper atropremnon är en pepparväxtart som beskrevs av William Trelease. Piper atropremnon ingår i släktet Piper och familjen pepparväxter. Inga underarter finns listade i Catalogue of Life.